# Йеничифлик (вилает Чанаккале)
Йеничифлик или Беледие (на турски: Yeniçiftlik) е село в околия Бига, вилает Чанаккале, Турция. Разположено на 120 – 140 метра надморска височина. Населението му през 2019 г. е 1 108 души, основно българи – мюсюлмани (помаци), преселили се през 1895 г. от района на Бяла Слатина и Ловеч, както и български турци от Плевенско, Ловеч, Поповско и Шуменско. Българите – мюсюлмани живеят в южната част на селото. Днес всички жители говорят на турски.